# Csaka bolgár cár
Csaka (1256 – 1300. február 17.), bolgárul: Чака, цар на България, mongolul: Чака, Болгарын хаан (царь), latinul: Tzaca, imperator Bulgarorum et Blacorum, görögül: Τσάκα της Βουλγαρίας, bolgár cár 1299-től haláláig.

## Élete
Nogaj kán fiaként (és I. György vejeként) kiáltatta ki magát cárrá Szmilec letevése után. Hamarosan azonban Teodor Szvetoszláv, a korábbi cár, I. György fia fellázadt ellene. Csakát börtönbe zárták, majd megfojtották.